# Daniel Nystedt
Daniel Nystedt, född 11 november 1769 i Klara församling, Stockholm, död 3 maj 1826, var en violinist vid Kungliga hovkapellet.

## Biografi
Daniel Nystedt föddes 11 november 1769 i Klara församling, Stockholm. Han var son till betjänten Sven Nystedt och Anna Sjölund. Nystedt anställdes omkring 1792 som violinist vid Kungliga hovkapellet i Stockholm varifrån han fick avsked 1807. Därefter reste han till Köpenhamn för att söka en tjänst, men var tillbaka i Stockholm redan året efter. Nystedts vidare öde är okänt.